# Ferran Zulueta i Giberga
Ferran Zulueta i Giberga (Barcelona, 8 d'agost de 1889 - Torreón, Mèxic, 1961) fou un agricultor i polític català de la Seu d'Urgell, diputat a les Corts Espanyoles durant la Segona República.

## Biografia
Va néixer al carrer Llúria de Barcelona, fill de Josep Zulueta i Gomis, natural de Barcelona, i de Margarita Giberga Elizondo (1853-1902), de San José de Costa Rica. El 1933 fou director de la Cooperativa Lletera de la Seu d'Urgell i fou president de la secció ramadera de la Unió de Sindicats Agraris de Catalunya (USAC) i repetí entre juliol i desembre de 1936. També fou president del Sindicat de Criadors de l'Alt Urgell (1933) i membre de l'Institut Agrícola Català de Sant Isidre (1932-1936) (IACSI).
A les eleccions generals espanyoles de 1933 i de 1936 fou elegit diputat per la província de Lleida per ERC dins les llistes del Front d'Esquerres (1936). Durant la guerra civil espanyola fou president de la Comissió Assessora de Ramaderia de la Generalitat de Catalunya. En acabar la guerra el 1939 fou condemnat pel tribunal de responsabilitats polítiques a la pèrdua dels seus béns. El 1940 fou vocal de la delegació del Consell Nacional de Catalunya. L'any 1942, va arribar a Mèxic com a exiliat polític en el Nyassa. Establert a Torreón, es dedicà a la venda d'immobles.